# Campionati del mondo di atletica leggera 2011 - Lancio del martello femminile
Il lancio del martello femminile ai campionati del mondo di atletica leggera 2011 si è tenuto il 2 ed il 4 settembre. La misura di qualificazione al mondiale è stata di 71,50 m (standard A) o di 69,00 m (B).

## Podio
| Pos.    | Atleta          | Nazionalità | Prestazione |
| ------- | --------------- | ----------- | ----------- |
| Oro     | Tatyana Lysenko | Russia      | 77,13 m     |
| Argento | Betty Heidler   | Germania    | 76,06 m     |
| Bronzo  | Zhang Wenxiu    | Cina        | 75,03       |

## Situazione pre-gara

### Record
Prima di questa competizione, il record del mondo (RM) e il record dei campionati (RC) erano i seguenti.
| Record                | Prestazione | Atleta                   | Data                             | Competizione  |
| --------------------- | ----------- | ------------------------ | -------------------------------- | ------------- |
| Record mondiale       | 79,42 m     | Betty Heidler Germania   | 21 maggio 2011 Halle, Germania   |               |
| Record dei campionati | 77,96 m     | Anita Włodarczyk Polonia | 22 agosto 2009 Berlino, Germania | Mondiali 2009 |

### Campioni in carica
I campioni in carica a livello mondiale e olimpico erano:
| Campione | Atleta                   | Prestazione | Data                              | Competizione   |
| -------- | ------------------------ | ----------- | --------------------------------- | -------------- |
| Olimpico | Yipsi Moreno Cuba        | 75,20 m     | 20 agosto 2008 Pechino, Cina      | Olimpiadi 2008 |
| Mondiale | Anita Włodarczyk Polonia | 77,96 m     | 22 agosto 2009 Berlino, Germania  | Mondiali 2009  |
| Europeo  | Betty Heidler Germania   | 76,38 m     | 30 luglio 2010 Barcellona, Spagna | Europei 2010   |

### La stagione
Prima di questa gara, gli atleti con le migliori tre prestazioni dell'anno erano:
| Pos. | Atleta                 | Prestazione | Data                                        |
| ---- | ---------------------- | ----------- | ------------------------------------------- |
| 1    | Betty Heidler Germania | 79,42 m     | 21 maggio 2011 Halle, Germania              |
| 2    | Tatyana Lysenko Russia | 75,50 m     | 6 agosto 2011 Mosca, Russia                 |
| 3    | Zhang Wenxiu Cina      | 75,65 m     | 12 giugno 2011 Fränkisch-Crumbach, Germania |

## Risultati

### Qualificazione
La gara è iniziata alle 10:00. Si qualificano alla finale chi passa i 71.00 (Q) o rientra nei primi 12.
| Pos. | Gruppo | Nome                   | Nazione       | #1    | #2    | #3    | Ris.  | Note  |
| ---- | ------ | ---------------------- | ------------- | ----- | ----- | ----- | ----- | ----- |
| 1    | A      | Zhang Wenxiu           | Cina          | 74.17 |       |       | 74.17 | Q     |
| 2    | B      | Yipsi Moreno           | Cuba          | 73.29 |       |       | 73.29 | Q     |
| 3    | B      | Jennifer Dahlgren      | Argentina     | 67.81 | x     | 72.70 | 72.70 | Q, SB |
| 4    | A      | Tatyana Lysenko        | Russia        | 71.94 |       |       | 71.94 | Q     |
| 5    | A      | Kathrin Klaas          | Germania      | 69.26 | 69.57 | 71.69 | 71.69 | Q     |
| 6    | B      | Betty Heidler          | Germania      | 71.48 |       |       | 71.48 | Q     |
| 7    | B      | Anita Włodarczyk       | Polonia       | 71.09 |       |       | 71.09 | Q     |
| 8    | A      | Jessica Cosby          | Stati Uniti   | 71.06 |       |       | 71.06 | Q     |
|      | A      | Zalina Marghieva       | Moldavia      | x     | 70.09 | 69.85 | 70.09 |       |
| 9    | A      | Silvia Salis           | Italia        | 69.82 | 66.58 | x     | 69.82 | q     |
| 10   | A      | Bianca Perie           | Romania       | 68.12 | 69.66 | 69.01 | 69.66 | q     |
| 11   | A      | Stéphanie Falzon       | Francia       | x     | 68.92 | 67.37 | 68.92 | q     |
| 12   | B      | Éva Orbán              | Ungheria      | 68.89 | 68.28 | x     | 68.89 |       |
| 13   | A      | Amber Campbell         | Stati Uniti   | 68.26 | 68.87 | x     | 68.87 |       |
| 14   | B      | Jeneva McCall          | Stati Uniti   | 68.26 | 65.22 | 65.45 | 68.26 |       |
| 15   | B      | Alena Matoshka         | Bielorussia   | x     | 68.23 | 67.88 | 68.23 |       |
| 16   | B      | Marina Marghiev        | Moldavia      | x     | 67.95 | x     | 67.95 |       |
| 17   | B      | Berta Castells         | Spagna        | 67.74 | 65.22 | 67.02 | 67.74 |       |
| 18   | B      | Nataliya Zolotukhina   | Ucraina       | 67.44 | 67.57 | 65.93 | 67.57 |       |
| 19   | B      | Mona Holm              | Norvegia      | 67.16 | 66.97 | x     | 67.16 |       |
| 20   | A      | Joanna Fiodorow        | Polonia       | x     | 66.88 | x     | 66.88 |       |
| 21   | A      | Alexandra Papageorgiou | Grecia        | 64.38 | 65.58 | 66.77 | 66.77 |       |
| 22   | A      | Amy Sène               | Senegal       | 66.15 | x     | 61.31 | 66.15 |       |
| 23   | A      | Merja Korpela          | Finlandia     | 63.93 | x     | 65.64 | 65.64 |       |
| 24   | A      | Vânia Silva            | Portogallo    | 64.46 | 65.40 | 64.18 | 65.40 |       |
| 25   | B      | Sophie Hitchon         | Regno Unito   | 61.91 | x     | 64.93 | 64.93 |       |
| 26   | B      | Masumi Aya             | Giappone      | 60.14 | 64.09 | x     | 64.09 |       |
| 27   | A      | Heather Steacy         | Canada        | 63.39 | x     | x     | 63.39 |       |
| 28   | B      | Liu Tingting           | Cina          | 61.45 | 62.17 | 63.12 | 63.12 |       |
| 29   | A      | Kang Na-ru             | Corea del Sud | 61.05 | x     | x     | 61.05 |       |

### Finale
| Pos     | Nome              | Nazione     | #1    | #2    | #3    | #4    | #5    | #6    | Ris.  | Note |
| ------- | ----------------- | ----------- | ----- | ----- | ----- | ----- | ----- | ----- | ----- | ---- |
| Oro     | Tatyana Lysenko   | Russia      | 76.80 | 77.09 | 77.13 | 74.51 | 75.05 | x     | 77.13 | SB   |
| Argento | Betty Heidler     | Germania    | x     | 73.96 | 74.70 | x     | 76.06 | x     | 76.06 |      |
| Bronzo  | Zhang Wenxiu      | Cina        | 75.03 | 74.31 | x     | 73.17 | 71.86 | 74.79 | 75.03 |      |
| 4       | Yipsi Moreno      | Cuba        | 73.29 | x     | 74.48 | x     | x     | x     | 74.48 | SB   |
| 5       | Anita Włodarczyk  | Polonia     | 73.56 | x     | 72.61 | x     | x     | 72.65 | 73.56 | SB   |
| 6       | Bianca Perie      | Romania     | 67.73 | 70.40 | 67.75 | 70.24 | 70.91 | 72.04 | 72.04 | SB   |
| 7       | Kathrin Klaas     | Germania    | 67.02 | 70.18 | 70.67 | 71.89 | 70.44 | x     | 71.89 |      |
| -       | Zalina Marghieva  | Moldavia    | 69.99 | x     | 68.13 | 70.24 | 70.27 | 68.76 | 70.27 | dq   |
| 8       | Silvia Salis      | Italia      | 68.61 | 69.88 | x     |       |       |       | 69.88 |      |
| 9       | Jennifer Dahlgren | Argentina   | 68.27 | x     | 69.72 |       |       |       | 69.72 |      |
| 10      | Jessica Cosby     | Stati Uniti | x     | 68.91 | 68.15 |       |       |       | 68.91 |      |
| 11      | Stéphanie Falzon  | Francia     | 66.57 | x     | x     |       |       |       | 66.57 |      |